# Glenda Jackson
Glenda May Jackson (Birkenhead, 9 de mayo de 1936-Blackheath, Londres, 15 de junio de 2023) fue una laureada actriz británica doblemente ganadora del Premio Oscar y del Premio Emmy. Se retiró de la actuación en 1992 para dedicarse a la política del Reino Unido. Desde 2008 fue miembro del Parlamento británico y perteneció al Partido Laborista. En 2018 Glenda logró ganar un Premio Tony, logrando así ser la vigésimo cuarta persona que se hacía con la «Triple corona de actuación» en Estados Unidos, al lograr un Premio Oscar, el Premio Emmy y el Premio Tony.

## Biografía
Estudió en la Real Academia de Arte Dramático en Londres. Hizo su debut en el teatro con la obra Mesas separadas de Terence Rattigan en 1957 y pasó a formar parte de la Royal Shakespeare Company donde se recuerda su trabajo con el director Peter Brook. Su primera intervención cinematográfica fue en la película This sporting life en 1963.
La fama le llegó con el papel en la controvertida película Mujeres enamoradas de 1969, papel que le valió su primer premio Óscar. Posteriormente interpretó a la esposa de Chaikovski en la película The music lovers (1970) del polémico Ken Russell.
En 1971 protagonizó una serie televisiva para la BBC en la que interpretó a la reina Isabel I de Inglaterra en la miniserie Elizabeth R, papel que le valió el premio Emmy a la Mejor Actriz en una Serie Dramática así como Mejor actriz en una miniserie.
Volvería a encarnar ese papel que también encarnó en la película Mary, Queen of Scots junto a Vanessa Redgrave, el mismo año.
En 1973 la actriz ganó un segundo Óscar con la película Un toque de distinción y en 1975 la película Hedda de Trevor Nunn, basada en Hedda Gabler de Ibsen, fue nominada para un tercer Oscar. Al año siguiente protagonizó La increíble Sarah como Sarah Bernhardt dirigida por Richard Fleischer.
En 1984 fue nominada para el Premio Globo de Oro por su trabajo en la miniserie Sakharov como Yelena Bonner y en 1991 protagonizó La casa de Bernarda Alba de Federico García Lorca en una película para televisión.
En 1978 le fue concedida la Orden del Imperio Británico.
Se retiró de los escenarios en 1992 para ejercer sus funciones como miembro del Parlamento. Tras las elecciones generales de 1997 se hizo cargo del transporte de Londres, cargo al que renunció ya que quería intentar ser elegida candidata laborista al cargo de alcalde de Londres en el 2000. Finalmente la elección recayó en Frank Dobson.
Su hijo es el escritor y periodista Dan Hodges, nacido en 1969.

## Filmografía

### Cine
| Año  | Título                         | Personaje              | Observaciones |
| ---- | ------------------------------ | ---------------------- | ------------- |
| 1963 | This Sporting Life             | Cantante de la fiesta  | Sin acreditar |
| 1967 | Marat/Sade                     | Charlotte Corday       |               |
| 1968 | Tell Me Lies                   | Participación          |               |
| 1968 | Negatives                      | Vivien                 |               |
| 1969 | Women in Love                  | Gudrun Brangwen        |               |
| 1971 | The Music Lovers               | Antonina Miliukova     |               |
| 1971 | Sunday, Bloody Sunday          | Alex Greville          |               |
| 1971 | The Boy Friend                 | Rita Monroe            |               |
| 1971 | Mary, Queen of Scots           | Isabel I de Inglaterra |               |
| 1972 | The Triple Echo                | Alice                  |               |
| 1973 | Bequest to the Nation          | Lady Hamilton          |               |
| 1973 | A Touch of Class               | Vickie Allessio        |               |
| 1973 | The Devil Is a Woman           | Sister Geraldine       |               |
| 1975 | The Maids                      | Solange                |               |
| 1975 | The Romantic Englishwoman      | Elizabeth Fielding     |               |
| 1975 | Hedda                          | Hedda Gabler           |               |
| 1976 | The Incredible Sarah           | Sarah Bernhardt        |               |
| 1977 | Nasty Habits                   | Hna. Alexandra         |               |
| 1978 | House Calls                    | Ann Atkinson           |               |
| 1978 | Stevie                         | Stevie Smith           |               |
| 1978 | The Class of Miss MacMichael   | Conor MacMichael       |               |
| 1979 | Lost and Found                 | Patricia Brittenham    |               |
| 1980 | Health                         | Isabella Garnell       |               |
| 1980 | Hopscotch                      | Isobel von Schonenberg |               |
| 1982 | The Return of the Soldier      | Margaret Grey          |               |
| 1982 | Giro City                      | Sophie                 |               |
| 1985 | Turtle Diary                   | Neaera Duncan          |               |
| 1987 | Beyond Therapy                 | Charlotte              |               |
| 1988 | Business as Usual              | Babs Flynn             |               |
| 1988 | Salome's Last Dance            | Herodias / Lady Alice  |               |
| 1989 | The Rainbow (película de 1989) | Anna Brangwen          |               |
| 1989 | Doombeach                      | Miss                   |               |
| 1990 | King of the Wind               | Carolina de Ansbach    |               |
| 2021 | Mothering Sunday               | Jane Fairchild         | [ 5 ]         |
| 2023 | The Great Escaper              | Irene Jordan           | Preproducción |

## Teatro (selección)
- Separate Tables, 1957.
- All Kinds of Men, 1957.
- The Idiot, 1962.
- Alfie, 1963.
- Hamlet, 1965.
- Marat/Sade, 1965.
- Three Sisters, 1967.
- Fanghorn, 1967.
- The Maids, 1974.
- Hedda Gabler, 1975.
- The White Devil, 1976.
- Antony and Cleopatra, 1979.
- Rose, 1981.
- Phedra, 1984.
- Strange Interlude, 1985.
- El Rey Lear, 2017.

## Premios y nominaciones
Premios Óscar
| Año  | Categoría    | Película                | Resultado |
| ---- | ------------ | ----------------------- | --------- |
| 1970 | Mejor actriz | Mujeres enamoradas      | Ganadora  |
| 1972 | Mejor Actriz | Domingo maldito domingo | Nominada  |
| 1974 | Mejor actriz | Un toque de distinción  | Ganadora  |
| 1976 | Mejor actriz | Hedda                   | Nominada  |

Premios BAFTA
| Año  | Categoría         | Película                           | Resultado |
| ---- | ----------------- | ---------------------------------- | --------- |
| 1974 | Mejor actriz      | Un toque de distinción             | Nominada  |
| 1972 | Mejor actriz      | Sunday Bloody Sunday               | Ganadora  |
| 1972 | Mejor actriz - TV | Elizabeth R                        | Nominada  |
| 1971 | Mejor actriz-TV   | BBC Play of the Month: Howards End | Nominada  |
| 1970 | Mejor actriz      | Mujeres enamoradas                 | Nominada  |

Premios Globos de Oro
| Año  | Categoría         | Película                | Resultado |
| ---- | ----------------- | ----------------------- | --------- |
| 1985 | Mejor actriz - TV | Sakharov                | Nominada  |
| 1982 | Mejor actriz-TV   | The Patricia Neal Story | Nominada  |
| 1979 | Mejor actriz      | Stevie                  | Nominada  |
| 1977 | Mejor actriz      | The Incredible Sarah    | Nominada  |
| 1976 | Mejor actriz - TV | Hedda                   | Nominada  |
| 1974 | Mejor actriz      | Un toque de distinción  | Ganadora  |
| 1972 | Mejor actriz-TV   | Mary, Queen of Scots    | Nominada  |
| 1970 | Mejor actriz      | Mujeres enamoradas      | Nominada  |

Premios Emmy
| Año  | Categoría                                                                             | Película                      | Resultado |
| ---- | ------------------------------------------------------------------------------------- | ----------------------------- | --------- |
| 1982 | El Premio Primetime Emmy a la Mejor Actriz Principal en una Serie Limitada o Película | The Patricia Neal Story       | Nominada  |
| 1972 | Mejor actriz- Serie dramática                                                         | Elizabeth R                   | Ganadora  |
| 1972 | Mejor actriz - Miniserie o telefilme                                                  | "Shadow in the sun", episodio | Ganadora  |
| 1972 | Mejor actriz - Miniserie o telefilme                                                  | "The Lion's Cub", episodio    | Nominada  |

Premios Tony
| Año  | Categoría                                     | Obra de teatro     | Resultado |
| ---- | --------------------------------------------- | ------------------ | --------- |
| 2018 | Mejor actriz principal en una obra de teatro  | Tres mujeres altas | Ganadora  |
| 1988 | Mejor actriz principal en una obra de teatro  | Macbeth            | Nominada  |
| 1985 | Mejor actriz principal en una obra de teatro  | Strange Interlude  | Nominada  |
| 1981 | Mejor actriz principal en una obra de teatro  | Rose               | Nominada  |
| 1965 | Mejor actriz de reparto en una obra de teatro | Marat/Sade         | Nominada  |

Premio Laurence Olivier
| Año  | Categoría                                 | Obra de teatro      | Resultado |
| ---- | ----------------------------------------- | ------------------- | --------- |
| 2017 | Premio Laurence Olivier a la Mejor Actriz | El rey Lear         | Nominada  |
| 1984 | Actriz del año en una nueva obra          | Strange Interlude   | Nominada  |
| 1980 | Actriz del año en una nueva obra          | Rose                | Nominada  |
| 1979 | Actriz del año en una nueva obra          | Antonio y Cleopatra | Nominada  |
| 1977 | Actriz del año en una nueva obra          | Stevie              | Nominada  |

Festival Internacional de Cine de San Sebastián
| Año  | Categoría                         | Película               | Resultado |
| ---- | --------------------------------- | ---------------------- | --------- |
| 1973 | Concha de Plata a la mejor actriz | Un toque de distinción | Ganadora  |